# Jón Magnússon (homme politique)
Pour les articles homonymes, voir Jón Magnússon et Magnusson.
Jón Magnússon, né le 16 janvier 1859 à Aðaldalur et mort le 23 juin 1926 à Neskaupstaður, est un homme d'État islandais et Premier Ministre à deux reprises. Il est le premier chef de gouvernement du Royaume d'Islande.